# 居内陽平
居内 陽平（いうち ようへい、1992年5月2日 - ）は、九州朝日放送（KBC）のアナウンサー。愛知県名古屋市出身。

## 来歴・人物
名古屋市立菊里高校、慶應義塾大学法学部政治学科卒業。高校時代はハンドボール部に所属していた。趣味でベースを弾き、バンドを組んでいた。
大学時代は慶應義塾放送研究会に所属。元々はアナウンサーというものに興味があったというわけではなく、バンド活動の中でPAエンジニアに憧れて放送研究会に入会したが、本人曰く機械が性に合わず、アナウンスやラジオ番組制作の方に転じた。その時にラジオとはどんなものかということを初めて知ったという。そして早慶戦が行われる神宮球場で応援スタンドのMCやラジオ番組制作などを通してアナウンサーの道を志した。
2015年、九州朝日放送に入社。入社後はラジオ番組の仕事が中心となるが、2016年より『KBCホークスナイター』『KBCダイナミックホークス』のベンチリポーター・実況を務めるほか、アビスパ福岡、高校野球、高校バスケ、KBCオーガスタ、福岡国際マラソンなどのスポーツ実況中継を務める。
2020年から地上波で高校バスケットボールを実況。いずれも福岡第一高校対福岡大学附属大濠高校の福岡地区大会決勝戦であった。
KBC高3応援団スペシャルサポーターである。
父親は1971年生まれ。その父親の影響を受け、本人も大の車好きである。特技はテールランプを見て車種を当てること。パオーンに出演した際には自身の車に対するこだわりを熱く語っている。社会人になって3台目の愛車の呼び名はカレコ。愛車の月間走行距離が2000kmを超えることもあり、自称・日本一走り込むアナウンサー。またファスナーマニアでもある。
2022年に開催されたFIFAサッカーワールドカップにてABEMATVの配信中継にテレビ朝日系列の応援実況アナウンサーとして先輩アナウンサーの沖繁義と共に派遣され、数試合実況を担当した。（但し、現地カタールには行かず東京にあるABEMATVスタジオからのオフチューブ方式であった）
2023年7月14日〜30日まで開催される世界水泳2023福岡のCSテレ朝チャンネル向けの実況を担当する。（主に水球や飛び込みを担当予定)

## 現在の出演番組
テレビ
- KBCニュース（不定期出演）
- アサデス。KBC（スポーツ☆キラリ金曜日担当。祝日時はメインMCを務める場合あり）
- 各種スポーツ中継（野球、サッカー、マラソン、バスケットボールなど）実況、サイドリポート

ラジオ
- KBCホークスナイター（2016年 - ） - ベンチリポーター・実況
- KBCダイナミックホークス
- PAO〜N（2021年3月31日-　隔週水曜日）[要出典]
- DAN DAN DAN（プロ野球シーズン中）
- ヒルマニ（2023年4月 - 毎週金曜日担当)
- KBC朝日新聞ニュース

## 過去の出演番組
- TOGGY's AHEAD!
- 福岡国際マラソン実況中継（2016年〜2021年） - 定点リポート及び中継車実況担当
- KBCラジオ・チャリティー・ミュージックソン（2016年12月24日・25日）
- 音楽旅団～ミュージック・トラベラー～
- 富田薫のアサコレ!（代理パーソナリティ）
- 川上政行 朝からしゃべりずき！
- 居酒屋清子
- 夜の穴〜ミッドナイト・ホール〜
- サワイー日曜日（2017年10月〜）
- アナビアンナイト（2020年4月〜9月､週替りパーソナリティ）
- 島田洋七の朝から言わせろ!（アサデス。ラジオ内で放送。2021年12月9日はメインパーソナリティー代理を担当。2022年9月末をもって番組卒業）
- アサデス。ラジオ（メインパーソナリティの小林徹夫の代理として出演。また水と緑の物語のPR番宣でも時折出演）